# NGC 428
NGC 428 ist eine Balken-Spiralgalaxie mit ausgedehnten Sternentstehungsgebieten vom Hubble-Typ SBm im Sternbild Walfisch südlich des Himmelsäquators. Sie ist schätzungsweise 55 Millionen Lichtjahre von der Milchstraße entfernt und hat einen Durchmesser von etwa 60.000 Lj.
Im selben Himmelsareal befinden sich u. a. die Galaxien IC 83, IC 84, IC 87, IC 88.
Die Typ-Ia-Supernova SN 2013ct wurde hier beobachtet.
Das Objekt wurde am 20. Dezember 1786 vom deutsch-britischen Astronomen Wilhelm Herschel entdeckt.

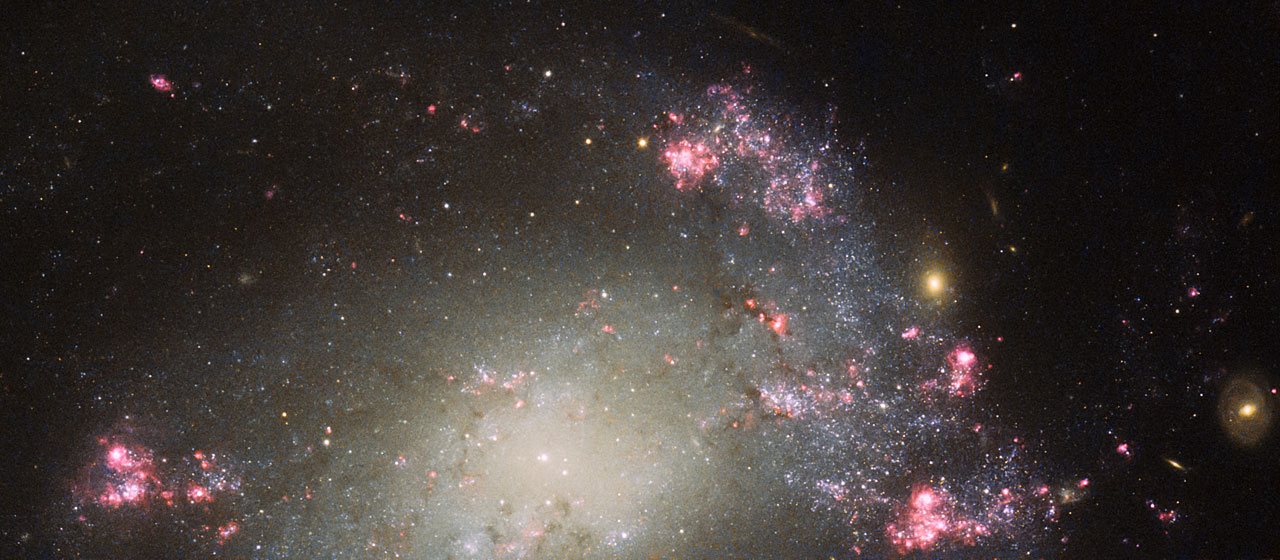
Aufnahme eines Ausschnitts der Galaxie durch das Hubble-Weltraumteleskop